# William Ponsonby, 2. hrabě z Bessborough
William Ponsonby, 2. hrabě z Bessborough (William Ponsonby, 2nd Earl of Bessborough, 3rd Viscount Duncannon, 3rd Baron Bessborough, 2nd Baron Ponsonby of Sysonby) (1704, Saltash, Anglie – 11. března 1793, Londýn, Anglie) byl britský politik ze šlechtického rodu Ponsonbyů. Byl poslancem irského a britského parlamentu, od roku 1758 zasedal ve Sněmovně lordů. Zastával řadu funkcí v britské vládě a ve státní správě Irska.

## Životopis
Byl starším synem 1. hraběte z Bessborough. Absolvoval kavalírskou cestu a v letech 1727-1758 byl poslancem irského parlamentu, v letech 1742-1758 zároveň členem britské Dolní sněmovny, v politice patřil k whigům. V britské vládě byl státním sekretářem pro Irsko (1741-1745), od roku 1741 zároveň členem irské Tajné rady. Poté zastával nižší úřady na ministerstvu námořnictva a financí (lord admirality 1746-1756, lord pokladu 1756-1759). Po otci zdědil rodové tituly a vstoupil do Sněmovny lordů (1758; jako otcův dědic do té doby užíval jméno vikomt Duncannon, ve Sněmovně lordů zasedal jako baron Sysonby, protože hraběcí titul Bessborough platil pouze pro Irsko). Po otci zároveň převzal úřady viceadmirála v Munsteru (1758-1793) a lorda-místodržitele v hrabství Kilkenny (1758-1793). V britské vládě byl naposledy generálním poštmistrem (1759-1762 a 1765-1766), v roce 1765 se stal členem britské Tajné rady. V případě nepřítomnosti irského místokrále byl několikrát členem místodržitelského sboru v Irsku.
Vynikl též jako mecenáš umění, byl komisařem Britského muzea a přátelil se s významným botanikem J. Banksem. Jako dlouholetý lord admirality podporoval také objevitelské výpravy a jeho jméno nese ostrov Besboro u břehů Aljašky.
V roce 1739 se oženil s Caroline Cavendish (1719-1760), nejstarší dcerou irského místokrále 3. vévody z Devonshiru. Dědicem titulů byl syn Frederick (1758-1844), dcera Catherine (1742-1789) se provdala za 5. vévodu ze St. Albans, mladší dcera Caroline (1747-1822) byla manželkou 4. hraběte Fitzwilliama.